# NetHack
NetHack est un jeu vidéo sorti en 1987, dont le nom ne signifie pas qu'il se joue en réseau, mais qu'il a été conçu (hacked) en réseau (net) : c'est le résultat d'un travail collaboratif via Internet.
Il appartient à la famille des rogue-like et est un logiciel libre.
À l'origine, NetHack vient de Hack (sorti en 1984), lui-même suivant Rogue (1980). NetHack connaît de la même façon plusieurs descendances, dont Dungeon Hack, une tentative commerciale, mais surtout Slash'EM (Super Lots of Added Stuff Hack - Extended Magic — Beaucoup de choses super ajoutées  Hack - magie expansée). Mais la branche principale de NetHack (dite version vanilla, basique, sans modifications ou ajout) est toujours activement maintenue.
En février 2023, l'équipe de développement de Nethack a publié la version 3.6.7, qui corrige principalement, mais sans s'y limiter, un problème de sécurité des cinq précédentes versions.

## Présentation
Le joueur est invité à choisir une classe, une race et un alignement, et se voit attribuer un animal domestique qui l'aide dans sa progression. Le dieu assigne au personnage de récupérer l'Amulette de Yendor dans Gehennom, le monde souterrain (appelé Enfers dans les versions précédentes). Il faut donc descendre, trouver le Magicien de Yendor, surnommé Rodney (prénom obtenu par renversement du mot Yendor) par les joueurs, lui prendre l'Amulette (dont le port complique sérieusement le jeu) et enfin remonter à la surface, avec 5 niveaux supplémentaires à la fin. On dit alors qu'on a réalisé une ascension, car les dieux élèveront au rang de demi-dieu le héros qui aura accompli cette tâche.
La difficulté principale, comme dans tous les roguelikes, vient du fait que le personnage ne peut être récupéré une fois que la mort survient. Et il y a de nombreuses manières de trépasser. Il faut également manger, pour ne pas mourir de faim (mais pas trop sous peine d'étouffer), mais en prenant soin d'éviter tous les pièges et poisons que l'on peut trouver. L'alignement permet de savoir quel dieu vous soutient, ce qui peut sauver le personnage plus d'une fois, et il détermine la conduite que vous devriez avoir. Quand un personnage meurt, il arrive que le niveau dans lequel il se trouve soit sauvegardé, pour être inséré plus tard dans une autre partie, avec la cause de sa perte ; ces niveaux sont appelés bones levels et on y retrouve le fantôme et ses possessions, généralement maudites.
Un joueur débutant dépasse rarement quelques niveaux (sur une cinquantaine, variant avec la partie). Il y a peu de cas de joueurs ayant fini le jeu en moins d'un an, même en consultant les aides de jeu.
NetHack est un jeu rendu particulièrement riche par l'imagination des développeurs, la DevTeam. Le proverbe coutumier est « La DevTeam pense à tout » ; en effet, de nombreux cas de figure sont mis en œuvre. Par exemple, tenter  de verser une potion dans elle-même produirait
That is a potion bottle, not a Klein bottle! (« C'est une bouteille de potion, pas une bouteille de Klein ! »)

## État d'un personnage
Les capacités d'une personne sont d'abord définies par six attributs de base, qui influent sur divers aspects du jeu :
- la force (strength) quantifie la force physique du personnage : dégâts infligés, charge physique qu'on peut porter…
- la dextérité (dexterity) détermine l'habileté au combat, et la probabilité d'échapper aux pièges ;
- la constitution (constitution) influe sur la capacité à récupérer les points de vie avec le temps, ainsi que sur le maximum de points de vie ;
- l'intelligence (intelligence) mesure la capacité à lire un livre de sorts et à lancer des sorts ;
- la sagesse (wisdom) influe sur la quantité d'énergie magique (ou mana) disponible ;
- le charisme (charisma) permet à certaines créatures de déterminer leurs comportement vis-à-vis du joueur, les marchands par exemple exigent des prix plus élevés auprès des personnages qui ont peu de charisme.

Au début du jeu, les caractéristiques du joueur sont tirées au hasard sur la base de la classe du joueur. Malgré des aléas, les magiciens ont une très bonne intelligence, et les touristes peu de charisme. Les attributs peuvent être altérés temporairement ; par exemple, lorsqu'un personnage a très faim, sa force est diminuée d'une unité jusqu'à ce qu'il se rassasie. Il est plus fréquent de voir ces caractéristiques modifiées durablement, les potions of gain ability permettent de gagner des points, l'exercice physique permet d'augmenter sa force… Enfin, les attributs peuvent être modifiés en bien ou en mal en portant divers objets magiques.
L'état du personnage se définit aussi par ses points de vie (HP ou hit points), qu'on perd au combat, mais qu'on peut récupérer au fil du temps ou en usant de potions ou de sorts de soin. L'énergie magique se recharge avec le temps jusqu'à un maximum, elle permet de lancer des sorts, à chaque sort une certaine quantité d'énergie est dépensée en fonction du niveau du sort.
La résistance aux attaques est mesurée par l'armor class (AC), un nombre entier valant 10 lorsqu'on ne porte aucune armure, et des valeurs inférieures à 10, voire souvent négatives lorsqu'on s'équipe de pièces d'armure : plus l'armor class est basse, mieux le personnage est protégé.
Un indicateur renseigne sur l'appétit du personnage. Si l'on a trop mangé, l'indicateur affiche Satiated (rassasié), mais en cas de malnutrition, il passe à Hungry (affamé), puis Weak (faible) puis Fainting (perte de conscience). Dès l'état Weak, le personnage perd un point de force et peut mourir de faim ou terrassé facilement par un ennemi qui profiterait de sa faiblesse.
Divers indicateurs peuvent être aussi activés dans des situations particulières :
- confused lorsque le personnage est confus, ses actions ont des chances de rater ou d'avoir des effets non souhaités ;
- stunned indique un état d'hébétude supérieur, le personnage est alors très peu maître de lui-même ;
- sick lorsque le personnage est malade, généralement après avoir ingéré une substance empoisonnée ;
- blind signale l'aveuglement du personnage, il ne peut alors pas voir les monstres ni distinguer précisément les objets ;
- hallu est activé lorsque le personnage a des hallucinations, les désignations des monstres et des objets sont alors randomisées.

Le personnage a un sexe qui compte surtout dans les relations aux incubes et succubes rencontrés sur le chemin.

## Objets
Les niveaux du donjon comportent des objets, que le joueur peut ramasser, acheter, vendre. Les objets sont regroupés dans treize catégories :
- armes : épées, dagues, flèches, bâtons…
- armures : casques, capes, gants, bottes…
- nourriture : cadavres de créatures, rations, tartes, biscuits…
- parchemins : objets magiques qui déclenchent un sort quand on les lit et disparaissent ;
- livres : contiennent la connaissance des sorts ;
- anneaux : donnent une capacité particulière ou changent les attributs ;
- amulettes : confèrent d'autres capacités ;
- potions : boissons qui ont un effet magique sur le personnage qui les boit ;
- baguettes : permettent de lancer des sorts ;
- outils : instruments de musique, glacières, piques…
- gemmes : catégorie qui regroupe les pierres et morceaux de verre, mais aussi des pierres précieuses ;
- rochers et statues ;
- pièces d'or.

La plupart de ces objets ont un état (béni, non maudit, maudit), qui modifie — en bien ou en mal — les caractéristiques de l'objet. En particulier, les objets maudits que l'on porte sur soi ne peuvent être enlevés. Au début du jeu, les objets magiques et gemmes ont une description visuelle, qui ne révèle pas leur nature, il est nécessaire de les identifier pour connaitre leur utilité.

## Interface

### Visuel
Le jeu se déroule à l'origine en mode ASCII, qui laisse une très large part à l'imagination et permet de jouer sans interface graphique.
Le caractère @ est la représentation du personnage dans le labyrinthe, et les monstres sont représentés en utilisant toutes les lettres de l'alphabet, codées par couleur. Par exemple, a est un insecte, d est un canin, D est un dragon, j est une gelée, Z un zombie ou autre mort-vivant, k un kobold ; plus précisément, a est une fourmi guerrière, d est un chacal, un coyote, un loup ou un warg, k un lord kobold, etc.
De la même façon, les objets à ramasser (trésors) sont représentés par des caractères, généralement de ponctuation ; par exemple ? est un parchemin, = est un anneau, ^ est un piège.
Il est possible de charger un jeu d'icônes (tileset) plus visuel. Il existe de nombreux jeux d’icônes de tailles variées, ainsi qu'une version en 3D isométrique.

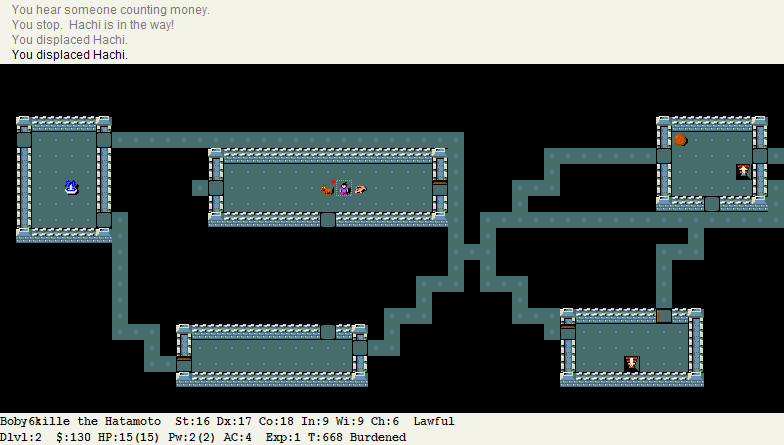
Révision du jeu utilisant des fichiers pour les graphismes.

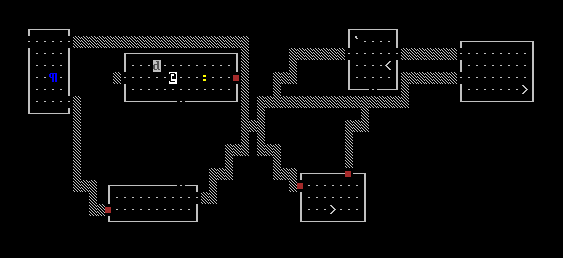
Même portion de jeu en utilisant des caractères ASCII.

### Pilotage au clavier
NetHack se joue traditionnellement au clavier et non à la souris, même si certaines interfaces permettent un pilotage à la souris au prix de nombreux clics. Les commandes les plus courantes consistent en une seule touche, ou une combinaison avec Alt ou Shift : Shift+T pour enlever une pièce d'armure, q pour boire une potion… Les autres commandes commencent par le caractère dièse #, et doivent être tapées en entier : #chat pour « parler » à un personnage, #sit pour s'asseoir…

### Systèmes d'exploitation
Certains mécanismes de NetHack sont influencés par la date et l'heure. Ainsi, les phases de la lune et le moment de la journée modifient quelques règles du jeu.
Si votre courrier électronique est stocké par votre système d'exploitation, et qu'un courriel vous est envoyé pendant une partie de NetHack, un démon (une référence aux démons d’Unix) vous apportera un parchemin. Lire ce parchemin lancera votre logiciel de messagerie.
À l'âge des ordinateurs personnels, certaines de ces fonctionnalités sont ineffectives. Pour pallier cet inconvénient, il existe des serveurs publics permettant de jouer dans un environnement multi-utilisateurs ; comme NetHack se contente d'un simple terminal en mode texte, un client telnet suffit pour s'y connecter. De même, le logiciel Hearse permet d'échanger des bone levels avec d'autres joueurs par Internet.
Par ailleurs, NetHack est aussi compatible avec les plates-formes suivantes : Nintendo DS,, PlayStation Portable, Tapwave Zodiac, GP2X, Windows Mobile, Nokia N800, Apple's iPhone, iPod touch et Android.

## Spoilers
Les spoilers, ou aides de jeu, sont une base de données qui s'est développée au fur et à mesure de l'évolution du jeu. Le jeu étant libre, il est possible d'aller fouiller dans les sources à la recherche d'informations, au contraire d'ADOM par exemple. Certains joueurs préfèrent explorer par eux-mêmes le jeu, d'où les précautions utilisées par les autres pour ne pas leur gâcher ce plaisir.